# Euphorbia guiengola
Euphorbia guiengola es una especie fanerógama perteneciente a la familia de las euforbiáceas. Es endémica del sur de México en Oaxaca, Chiapas.

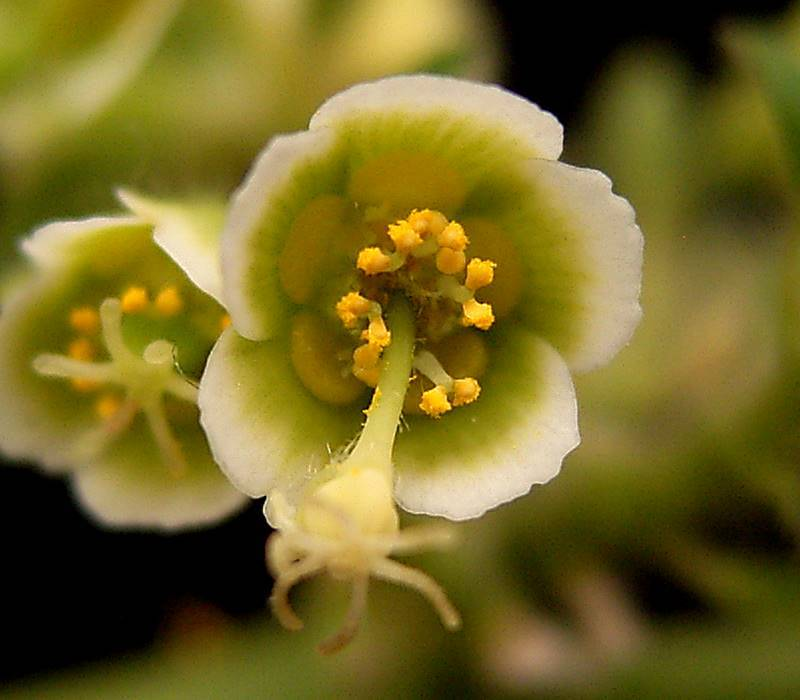
Ciato

## Descripción
Es una pequeña planta arbustiva suculenta. Se encuentra en Oaxaca: Tehuantepec, en los bajos de las laderas del Cerro Guiengola.

## Taxonomía
Euphorbia guiengola fue descrita por W.R.Buck & Huft y publicado en Journal of the Arnold Arboretum 58(3): 345, f. 2. 1977.
Etimología
Euphorbia: nombre genérico que deriva del médico griego del rey Juba II de Mauritania (52 a 50 a. C. - 23), Euphorbus, en su honor – o en alusión a su gran vientre –  ya que usaba médicamente Euphorbia resinifera. En 1753 Carlos Linneo asignó el nombre a todo el género.
guiengola: epíteto geográfico que alude a su localización en el Cerro Guiengola en el Istmo de Tehuantepec.